# Scoabe
Scoabe – wieś w Rumunii, w okręgu Bistrița-Năsăud, w gminie Urmeniș. W 2011 roku liczyła 42 mieszkańców.